# Benz Patent-Motorwagen
Benz Patent-Motorwagen (с нем. «патентованный автомобиль Бенца») — первый в мире автомобиль с двигателем внутреннего сгорания (как и автомобиль Даймлера), построенный в 1885 году немецким изобретателем Карлом Бенцем. 29 января 1886 года на него официально был получен патент № 37435. Считается первым коммерчески доступным и успешным автомобилем с двигателем внутреннего сгорания.
Транспортное средство имеет много общего с современными автомобилями: оно так же оснащалось шасси, бензиновым двигателем, электрическим зажиганием, карбюратором, системой охлаждения, трансмиссией и тормозным механизмом. Тем не менее, Бенц не смог разработать приемлемого решения для осуществления регулировки направления движения автомобиля. «Поскольку я не мог решить теоретическую проблему, связанную с рулевым управлением, я решил построить автомобиль с тремя колёсами», — сказал он позже. К 1893 году немецкий инженер разрешил данный вопрос и, усовершенствовав многие иные элементы конструкции, выпустил новую модель транспортного средства — «Benz Victoria».

## История

### Разработка

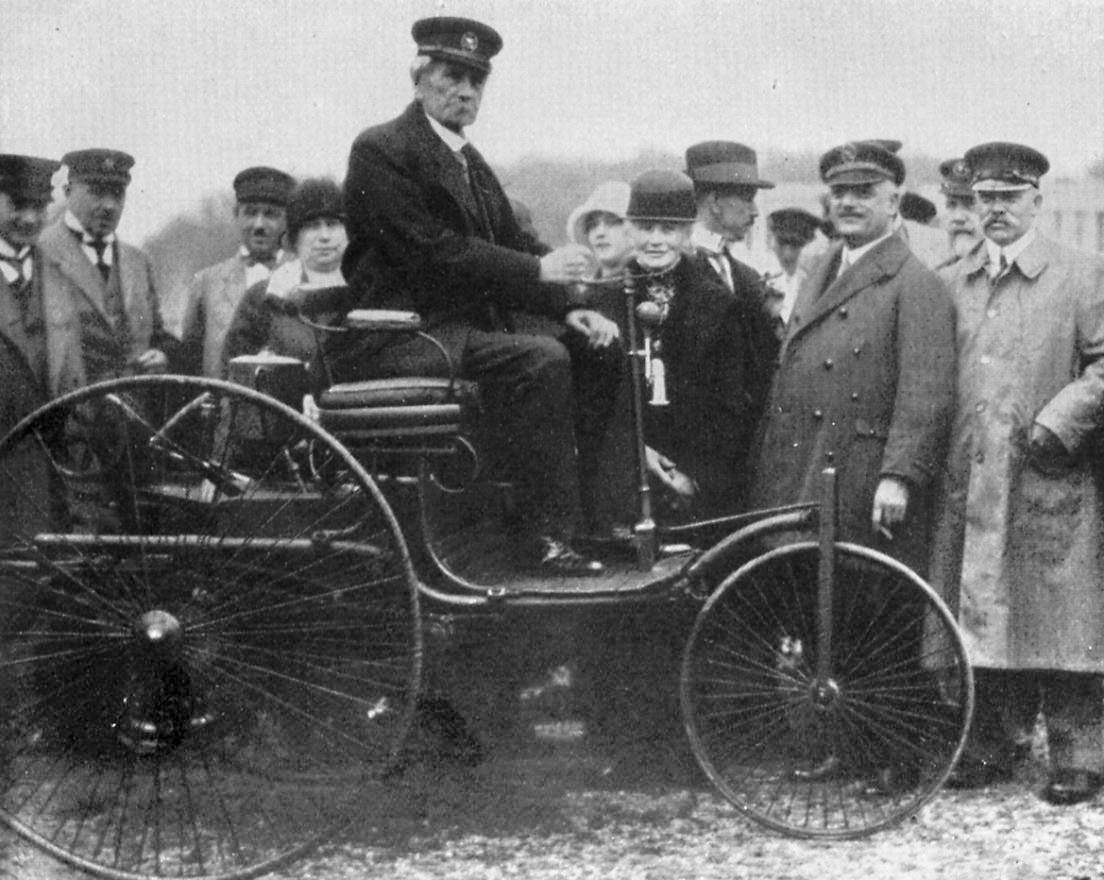
Карл Бенц в качестве водителя и его жена Берта среди общественности, 1914 год

Работу над двигателем внутреннего сгорания собственной конструкции Карл Бенц начал ещё в конце 70-х гг. XIX века. За основу была взята конструкция, разработанная немецким инженером Николаусом Отто. В качестве горючего Бенц решил использовать бензин, а не дорогостоящий спирт, на котором работали двигатели конкурентов. Воспламенение горючей смеси осуществлялось при помощи искры. Источником питания служила батарея, ток от которой подавался на индукционную катушку, повышающую напряжение до необходимой величины. В системе питания силового агрегата был использован простейший распылительный карбюратор, топливо из которого поступало в цилиндр самотёком, а дроссельная заслонка регулировала подачу горючей смеси. Днём Карл работал в своих мастерских, а по ночам экспериментировал в сарае возле дома. Упорство, инициатива и устремлённость инженера позволили Бенцу преодолеть все трудности. В 1882 году им были проведены первые испытания рабочей версии двигателя.
В 1885 году Бенц, будучи велосипедистом, впервые установил собственный двигатель на колёсную повозку. Инженер приобрёл некоторые запчасти непосредственно у компании Adler, известного производителя велосипедов. Бенц сам спроектировал и разработал все узлы своего автомобиля и сам пришёл к решению многих технических проблем. В результате сконструированный автомобиль очень напоминал трёхколёсный велосипед с одним передним управляемым колесом и двумя задними ведущими. Кроме того, от велосипеда Карл Бенц позаимствовал трубчатую раму и большие колёса со спицами и резиновыми шинами. Инженер долго тайком работал над своим изобретением, опасаясь, что кто-то может украсть его идеи. Сначала он осмеливался тестировать свой первый прототип по улицам только в тёмное время суток и в непосредственной близости от своей фабрики. Ночь за ночью он постепенно изучал поведение своего автомобиля и работал над его технологической составляющей, осторожно модифицируя конструкцию. Бенц выжидал того момента, когда транспортное средство будет запатентовано, чтобы можно было представить его общественности. 
29 января 1886 года Карл Бенц официально зарегистрировал собственный автомобиль, получив патент за номером DRP-37435 «Автомобиль, работающий на бензине» от 2 ноября 1886 года. 3 июля 1886 года в воскресный день немецкий изобретатель проехал вокруг старого кольца защитных сооружений, которое окружает Мангейм. Он ездил по городу, пугая сбитых с толку пешеходов, а его сын Ойген бежал рядом с транспортным средством с бутылкой бензина, которым заправляли автомобиль. Тогда же немецкие газеты сообщили о первом публичном выходе на Рингштрассе в Мангейме трёхколёсного изобретения Бенца.
В 1887 году инженер внёс технические модификации в автомобиль, создав модель №2. В 1888 году стартовали официальные продажи. В 1889 году была создана модель №3, которая была представлена на всемирной выставке в Париже.

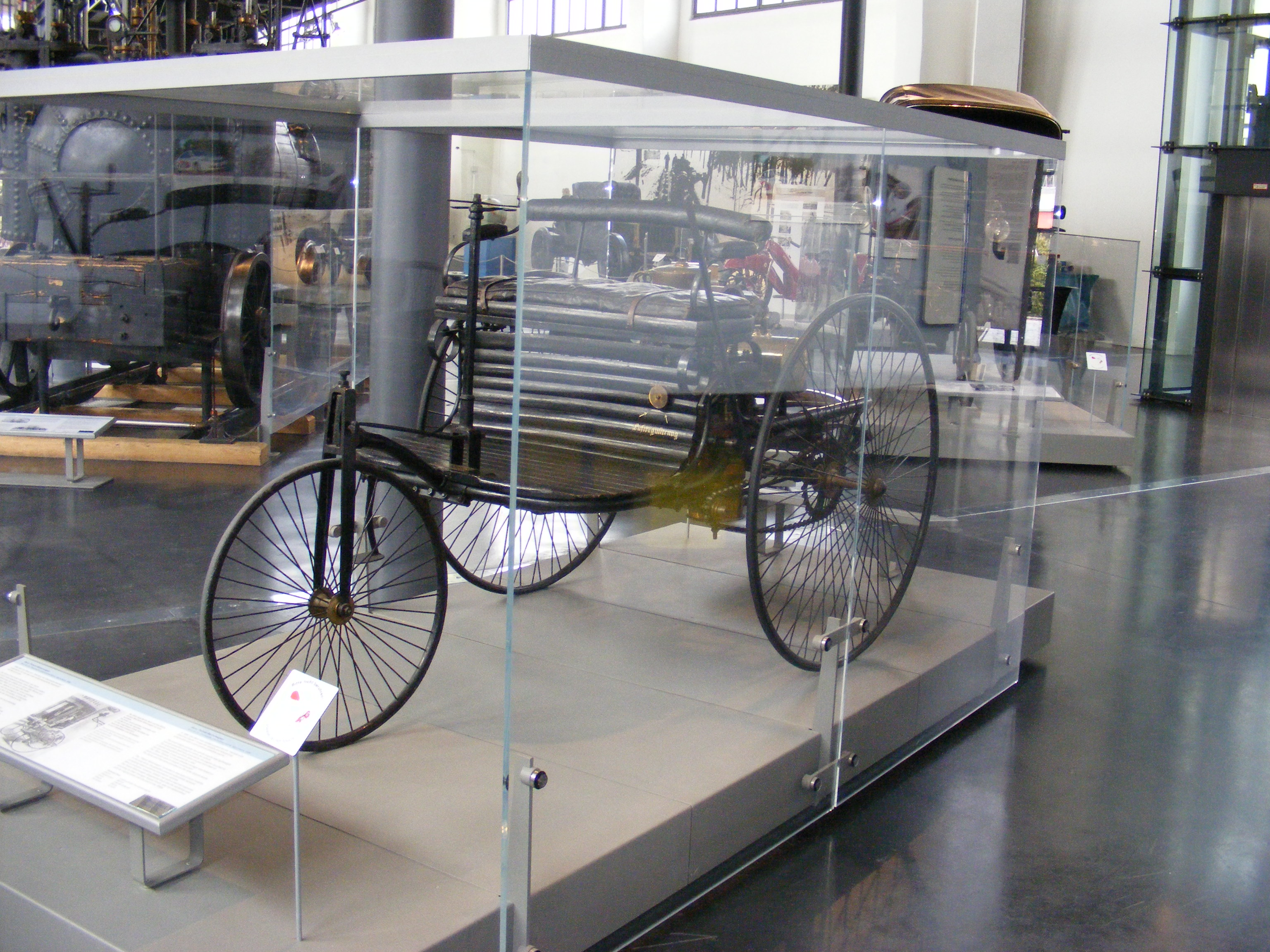
Самый первый автомобиль Бенца в Немецком музее

Новое изобретение немецкого инженера первое время не вызывало особого интереса со стороны общественности. Шум двигателя транспортного средства пугал лошадей и раздражал местных жителей. Несмотря на это, моделью заинтересовались автомобильные энтузиасты. Первоначально «Benz Patent-Motorwagen» пользовался наибольшим успехом во Франции, которая стала законодателем мод для автомобильного сообщества Европы в 1890-х годах благодаря маркетингу и спорту. Тем не менее, на родине изобретателя состоялось по меньшей мере одно местное рекламное турне, когда Берта Бенц, жена Карла, отправилась в первую «сухопутную поездку» на автомобиле мужа в 1888 году из Мангейма в Пфорцхайм.
В 1893 году Карл Бенц выпустил новую версию автомобиля, уже с четырьмя колёсами, и назвал её «Benz Victoria». Всего за время производства с 1886 по 1893 год было создано 25 автомобилей «Benz Patent-Motorwagen».

### Современное состояние
В 1906 году в честь 20-летия своего изобретения Карл Бенц передал автомобиль «Benz Patent-Motorwagen» в музей города Мюнхен, Германия. В настоящее время он размещён в стеклянной витрине в транспортном центре данного музея.
В 1936 году к 50-летнему юбилею были построены три копии автомобиля Бенца, которые попали в музей Mercedes-Benz, Технический музей в Вене и Музей транспорта в Дрездене. В 1939 и 1961 годах в Германии были выпущены почтовые марки с изображением первого автомобиля (DR 695 и DBP 364 соответственно). В период с 2003 по 2004 года было собрано ещё 150 реплик транспортного средства.
Репродукцию модели №3 также можно найти в Лондонском музее науки, Великобритания.
По информации популярного американского издания «Los Angeles Times», стоимость первого прототипа Бенца в 1886 году оценивалась в 600 золотых немецких марок.

## Описание

### Двигатель

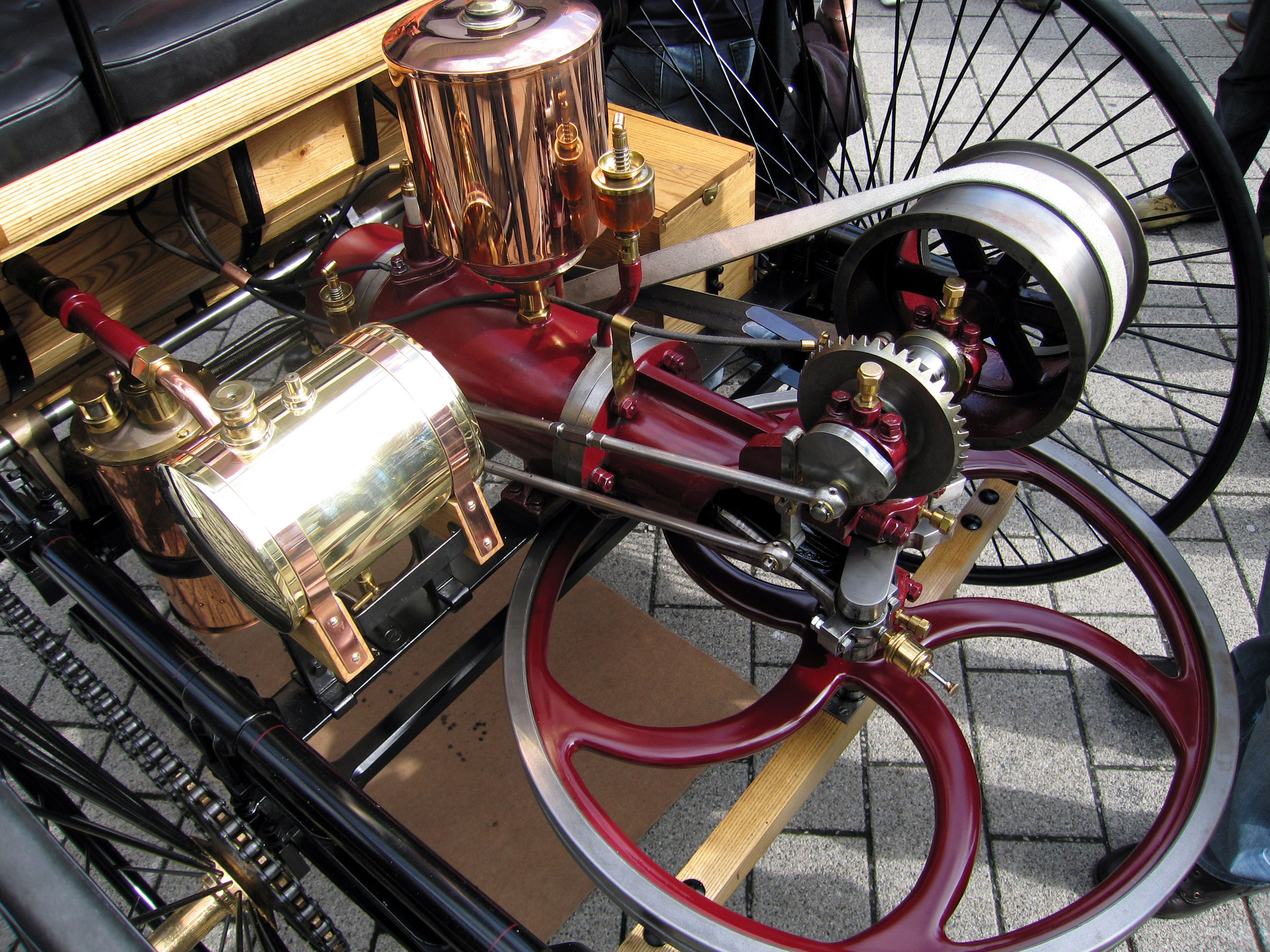
Двигатель (реставрация)

На автомобиле был установлен одноцилиндровый четырёхтактный двигатель внутреннего сгорания рабочим объёмом 954 см3. Конструкция силового агрегата включала одну направляющую всасывающую лопасть, один выпускной вертикальный клапан и распылительный карбюратор (конструкции Бенца) объёмом 4,5 литра, где и размещалось топливо. Впуск осуществлялся при помощи эксцентриковой тяги, выхлоп производился с использованием кулачкового диска, рычага коромысла и толкателя. Двигатель закреплялся горизонтально над задней осью, приводивший её во вращение через одну ременную и 2 зубчатых передачи. Под двигателем было установлено большое горизонтальное колесо — маховик, который был создан для создания равномерного вращения, а также для запуска двигателя, стоило его лишь раскрутить. Несмотря на то, что открытый картер и капельная система смазки, применённые на «Benz Patent-Motorwagen», чужды современной механике, использование тарельчатого толкателя клапана хорошо известно в современном автомобилестроении. Исследование университета Мангейма установило, что реальная мощность этого автомобиля составляет 0,9 л. с. при 400 об/мин, хотя в патенте на изобретение указаны 2/3 лошадиные силы при 250 об/мин. Этот двигатель имел массу около 100 кг. Сцеплением служил один из шкивов ременной передачи, оборудованный механизмом свободного хода. Зажигание двигателя было электрическим, от гальванической батареи. Автомобиль развивал скорость до 16 километров в час. Система охлаждения также представляла собой простейшую конструкцию: на единственный цилиндр надевался металлический кожух-испаритель, заполнявшийся водой. Жидкость циркулировала между кожухом и дополнительным резервуаром. Со временем вода выкипала и её приходилось доливать.
Обновлённые версии двигателя, выпущенные после 1887 года обладали мощностью от 1,5 до 3 лошадиных сил. Бенц сумел достичь увеличения производительности благодаря повышению рабочего объёма силового агрегата (сначала до 1045 см3, затем до 1660, а позже и до 1990), а также изменению значений диаметра цилиндра и хода поршня. В 1888 году единственный цилиндр, который ранее располагался горизонтально, был теперь установлен вертикально. Модернизации подвергся и клапанный механизм: теперь в конструкции двигателя присутствовало два клапана — впускной и выпускной.

### Ходовая часть

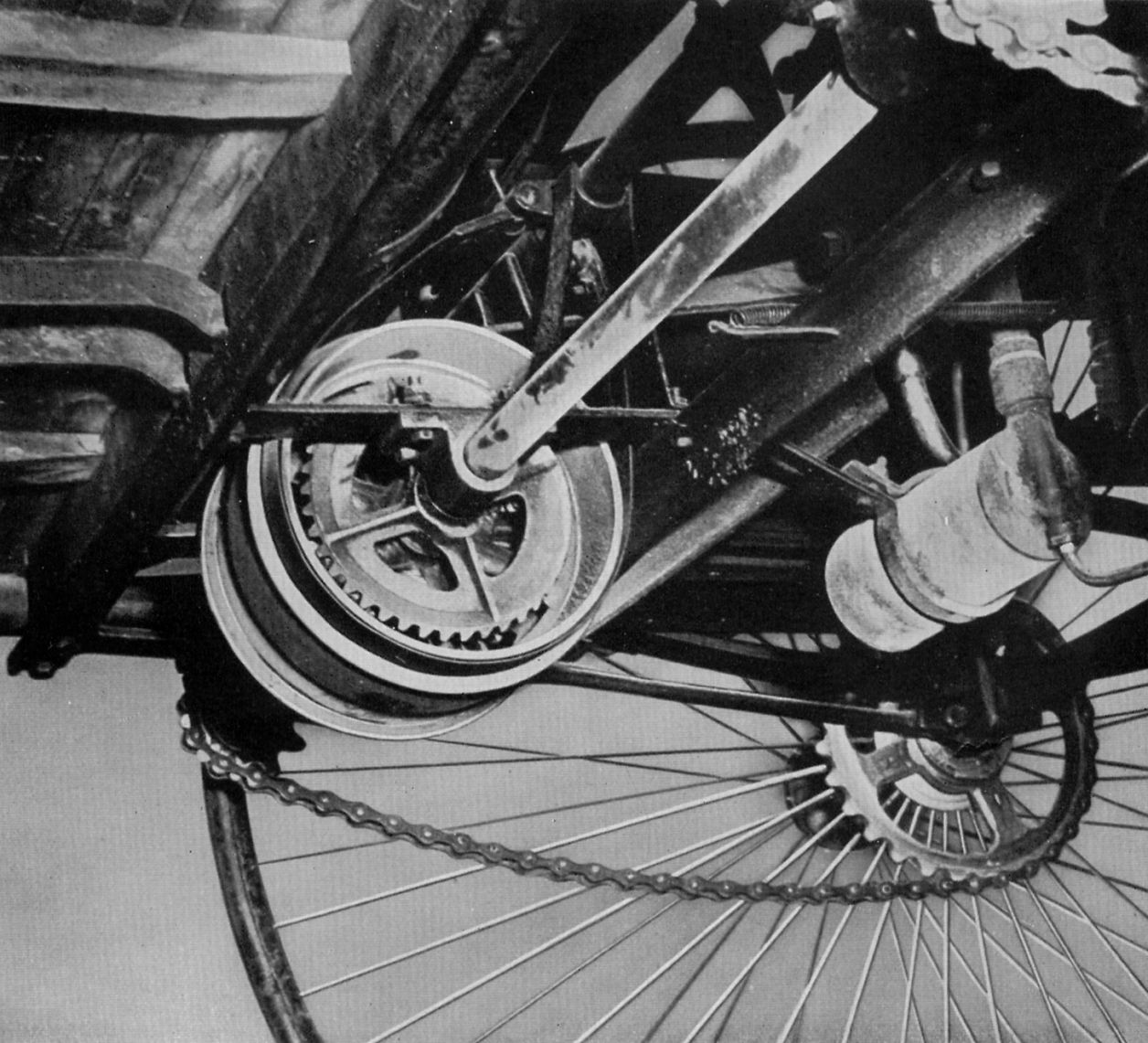
Конструкция ременной системы привода

Шасси трицикла Бенца представляло собой раму из стальных труб. В передней части устанавливалась простейшая конструкция с одним передним колесом в рулевой вилке, в задней — жёсткая ось с эллиптическими пружинами. Автомобиль оснащался реечным рулевым управлением; рулевая рукоятка располагалась в центре транспортного средства. Крутящий момент двигателя передавался через один плоский ремень от силового агрегата до промежуточной шестерни с установленным свободным и неподвижным шкивом и встроенным дифференциалом, а далее при помощи цепи от промежуточной шестерни до каждого заднего колеса. В распоряжении пассажира и водителя находилась единственная скамья с двумя посадочными местами.
Система трансмиссии представляла собой простейшую конструкцию без сцепления (в его современном представлении), с одной передачей (с 1887 года — две передачи), фиксированными и неуправляемыми шкивами, ремнём и без заднего хода. Тормозная система состояла исключительно из ручного тормоза с ленточным механизмом, который воздействовал на шкив приводного ремня. Ножной тормоз отсутствовал. 
На автомобиль устанавливались три деревянных колеса со спицами и металлическими ободами или твёрдыми резиновыми покрышками; диаметр единственного переднего колеса равнялся 730 миллиметрам, двух задних — 1125 мм (позже размеры колёс немного увеличились до 760 и 1260 мм соответственно).

## Путешествие в Форцхайм

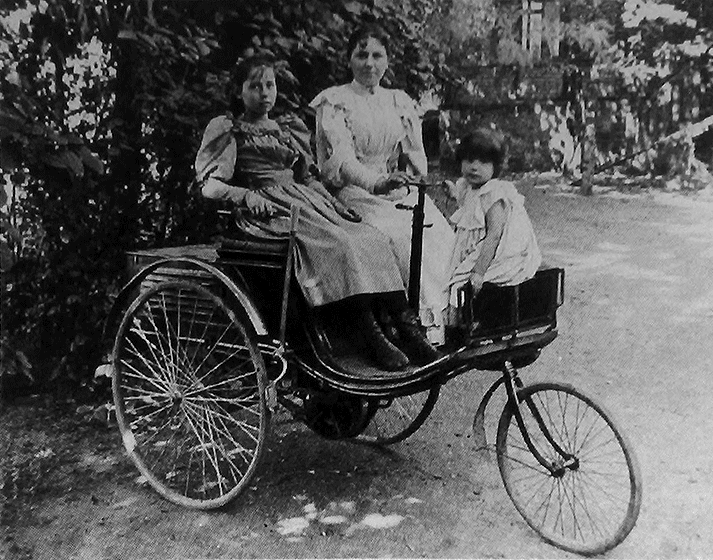
Берта Бенц с детьми за рулём автомобиля мужа

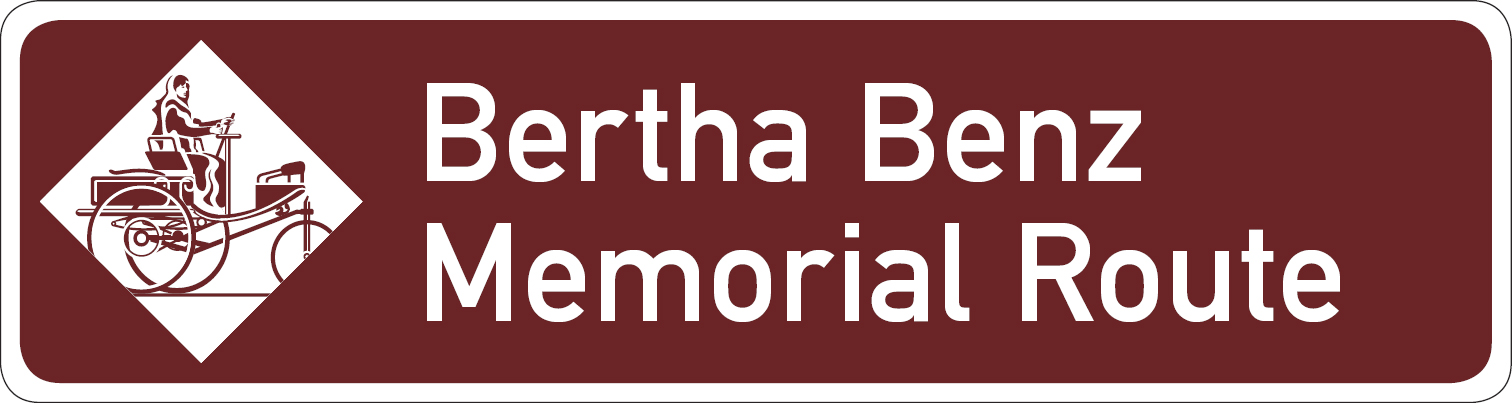
Табличка мемориальной трассы имени Берты Бенц

В августе 1888 года жена Карла Бенца — Берта Бенц, вместе с сыновьями Ойгеном (15 лет) и Рихардом (14 лет), втайне от мужа совершила на третьем автомобиле Бенца первый автомобильный пробег длиной около 104 км (+ 90 км обратной дороги) из Мангейма в Пфорцхайм. Расстояния, которые проходили автомобили до данного исторического путешествия, были короткими, представляя собой лишь испытательные заезды механических транспортных средств.
Основной целью поездки являлось посещение матери Берты Бенц, однако путешествие имело и другой мотив: показать мужу, который не смог достойно составить стратегию маркетинга своего изобретения, что автомобиль будет иметь финансовый успех, когда люди поймут его ценность.
Во время автопробега путешественников ждали трудности, но Берта находила выход из них. На одном из участков их встретил подъём. Автомобиль с пассажирами был не в состоянии самостоятельно его преодолеть — Берте пришлось посадить одного из сыновей за руль и с другим сыном толкать автомобиль. После проезда Брухзаля лопнула цепь, которую помог починить местный кузнец. Пробитую изоляцию для электрического провода зажигания она заменила на чулочную подвязку, а пробку в топливной трубке прочистила шпилькой от шляпы. Бензозаправками по пути следования машины служили аптеки, в которых бензин (лигроин) продавался в качестве лекарства от кожных болезней и как чистящее средство. Вечером обеспокоенному Бенцу телеграфировали об удачном завершении поездки. Путешествие Берты помогло Карлу Бенцу выявить и устранить недостатки автомобиля. Благодаря заезду Берта Бенц не только эффектно прорекламировала автомобиль своего мужа, но и стала первой женщиной за рулём, которая самостоятельно управляла транспортным средством с ДВС.
25 февраля 2008 года Мемориальная трасса имени Берты Бенц (длиной в 194 км) получила официальный статус туристической трассы. Она является признанным памятником немецкой промышленной истории и частью маршрута «Европейский путь индустриальной культуры» (англ. European Route of Industrial Heritage).